# Usugumo (1927)
Pour les autres navires du même nom, voir Usugumo (destroyer).
L'Usugumo (薄雲) était un destroyer de classe Fubuki en service dans la Marine impériale japonaise pendant la Seconde Guerre mondiale.

## Historique
À sa mise en service, l'Usugumo rejoint la 12e division de destroyers de la 2e Flotte. Au cours de la seconde guerre sino-japonaise, il patrouille au large des côtes du sud de la Chine. Le 15 août 1940, il est gravement endommagé par une mine. Il fut réparé à l'arsenal naval de Maizuru.
Ses réparations s'achèvent à la fin du mois de juillet 1942, date à laquelle il est affecté dans la 5e Flotte et envoyé au district de garde d'Ōminato. D'août à la mi-octobre, l'Usugumo patrouille au large de la côte de Hokkaidô et des Kouriles, tout en escortant des convois entre Paramushiro, Attu, les îles Kiska et  Aléoutiennes. En février 1943, il retourne à l'arsenal naval de Kure pour des réparations.
Il prend part à la bataille des Îles Komandorski le 26 mars 1943. Il continue ses missions d'escorte entre Paramushiro et Attu jusqu'en août, permettant l'évacuation des survivants japonais de Kiska.
Le 5 juillet 1944, après son départ d'Otaru, alors qu'il escorte un convoi pour Uruppu, l'Usugumo est torpillé par le sous-marin USS Skate en mer d'Okhotsk, à 330 milles marins (611,16 km) à l'ouest-sud-ouest de Paramushiro, à la position 47° 43′ N, 147° 55′ E. Le navire coule en six minutes, emportant 316 des 365 hommes d'équipage.
Il est rayé des listes de la marine le 10 septembre 1944.